# Taksila

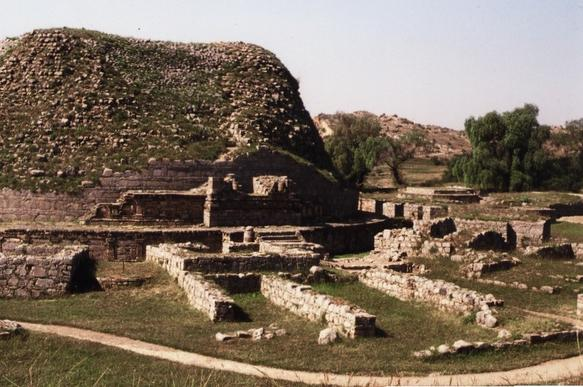
Taksila

Taksila (urdu, pers. ٹیکسلا, sanskryt तक्षशिला = Takszaśila) – kompleks archeologiczny w północno-wschodnim Pakistanie, od 1980 roku wpisany na listę światowego dziedzictwa UNESCO. W starożytności ważny buddyjski ośrodek uniwersytecki, położony u zbiegu kilku szlaków handlowych regionu.

## Historia
Na miejscu kompleksu istniało w starożytności kilka kolejno wznoszonych miast. Najstarsze, istniejące już w V wieku p.n.e., powstało na nieregularnym planie, a budynki wznoszono z nieociosanych kamieni łączonych gliną. W III wieku p.n.e. miasto zdobyli Maurjowie, po czym przeszło ono na własność Greko-Baktrów, którzy jednak opuścili je już w kolejnym stuleciu.
W I wieku p.n.e. osiedlili się tu Śakowie, zakładając niedaleko Taksili miasto Sirkap - regularnie rozplanowane, z prostokątną siatką ulic. Miasto otoczone było murami obronnymi i posiadało bogaty pałac i świątynię buddyjską. 
Pod koniec II wieku n.e. nieopodal powstało miasto Sirsukh, zniszczone w V wieku przez Heftalitów.

## Stanowisko archeologiczne
Na rozległym terenie kompleksu archeologicznego, obejmującego lokalizacje istniejących tu wcześniej miast, zachowały się pozostałości świątyni Dżandijal, stupa Dharmaradżika, klasztory Dżaulijan i Mohra Moradu. Znaleziono tu też kamienne i stiukowe rzeźby w stylu greko-baktryjskim. 